# L'Amour flou
Pour la série télévisée, voir L'Amour flou (série télévisée).
Pour plus de détails, voir Fiche technique et Distribution.
L'Amour flou est une comédie française réalisée par Romane Bohringer et Philippe Rebbot, sortie en 2018.
L'histoire est tirée de l'expérience personnelle des deux réalisateurs, qui ont rompu amoureusement mais continuent de vivre avec leurs enfants sous le même toit, dans deux espaces séparés.

## Fiche technique
- Titre : L'Amour flou
- Réalisation : Romane Bohringer et Philippe Rebbot
- Scénario : Romane Bohringer et Philippe Rebbot
- Photographie : Bertrand Mouly
- Montage : Claire Cloarec
- Musique : Arnaud Fleurent-Didier, Sébastien Martel, Fred Bures
- Décors :
- Costumes :
- Producteur : Denis Carot et Sophie Révil
- Société de production : Escazal Films
- Société de distribution : Rezo Films
- Pays d'origine :  France
- Genre : comédie
- Durée : 97 minutes
- Dates de sortie :
  -  France : 22 août 2018 (Angoulême), 10 octobre 2018 (sortie nationale)

## Distribution
- Romane Bohringer : Romane
- Philippe Rebbot : Philippe
- Rose Rebbot-Bohringer : Rose
- Raoul Rebbot-Bohringer : Raoul
- Reda Kateb : Reda
- Pierre Berriau : Tonton Ra
- Astrid Bohringer : la mère de Romane
- Lou Bohringer : la sœur de Romane
- Richard Bohringer : le père de Romane
- Delphine Berger Cogniard : Delphine
- Geoffrey Carey : Geoffrey
- Vincent Berger : Nicolas le promoteur
- Brigitte Catillon : la psy de Romane
- Aurélia Petit : la psy de Philippe
- Pierre Pradinas : l'addictologue
- Patrick Pelloux : le professeur de médecine (diner)
- Claire Leroux : l'anesthésiste (diner)
- Julia Coma : la jeune interne (diner)
- Aurélien Chaussade : Aurélien (le blond)
- Aurélien Vernant : Aurélien (le brun)
- Riton Liebman : le redresseur de stores
- Gabor Rassov : le directeur de l'école
- Roland Rebbot : le père de Philippe
- Nicolas Rebbot : le frère de Philippe
- Olivier Rebbot : le frère de Philippe
- Noémie Schmidt : Léa, la joggeuse
- Matthieu Sampeur : Le jeune homme au Gaviscon
- Nassim Lyes Si Ahmed : le moniteur sur Optimist
- Céline Sallette : la femme qui dépoussière
- Michel Didym : le metteur en scène
- Delphine Cogniard : Sophie, la jeune femme allergique à tout
- Aliénor Marcadé-Séchan : La jeune femme pansexuelle
- Valérie Crouzet : la femme qui veut tout
- Benoît Cohen : l'homme qui ne croit pas à la séparation
- Thor Schenker : l'homme du couple de Suédois
- Susanne Andersson-Finet : la femme du couple de Suédois

## Adaptation
Le film donne ensuite lieu à une série télévisée, également intitulée L'Amour flou, diffusée en 2021 sur Canal+.

## Distinctions

### Nominations
- César 2019 : César du meilleur premier film pour Romane Bohringer et Philippe Rebbot